# Floral Shoppe
Floral Shoppe (яп. フローラルの専門店 Фуро:рару-но сэммонтэн, Цветочный магазин) — девятый студийный альбом композитора Vektroid (под одноразовым псевдонимом Macintosh Plus), выпущенный 9 декабря 2011 года на Beer on the Rug. Один из первых альбомов жанра vaporwave, получивший широкую популярность.

## Фон и композиция
Floral Shoppe был создан американским продюсером и графическим дизайнером Рамоной Ксавье (англ. Ramona Andra Xavier), также известной под псевдонимом Vektroid; для выпуска данного альбома ей был выбран псевдонимом Macintosh Plus в честь компьютера с таким же названием. Альбом часто упоминается как пример популяризации развивавшегося тогда жанра интернет-музыки vaporwave, наряду с произведениями других музыкантов, выпущенными звукозаписывающим лейблом Beer on the Rug. До Floral Shoppe она раньше выпустила другие chillwave- и vaporwave-релизы под несколькими псевдонимами, такими как Vektroid, Laserdisc Visions, dstnt и New Dreams Ltd. Адам Харпер из Dummy в статье о культуре vaporwave описал песни в альбоме как «дерганную, глюканутую и испорченную душу Adult contemporary, наряду с мерцающими рекламными мелодиями из спа» (англ. chopped, glitching and screwed adult contemporary soul alongside twinkling spa promotional tunes).

## Выпуск и упаковка

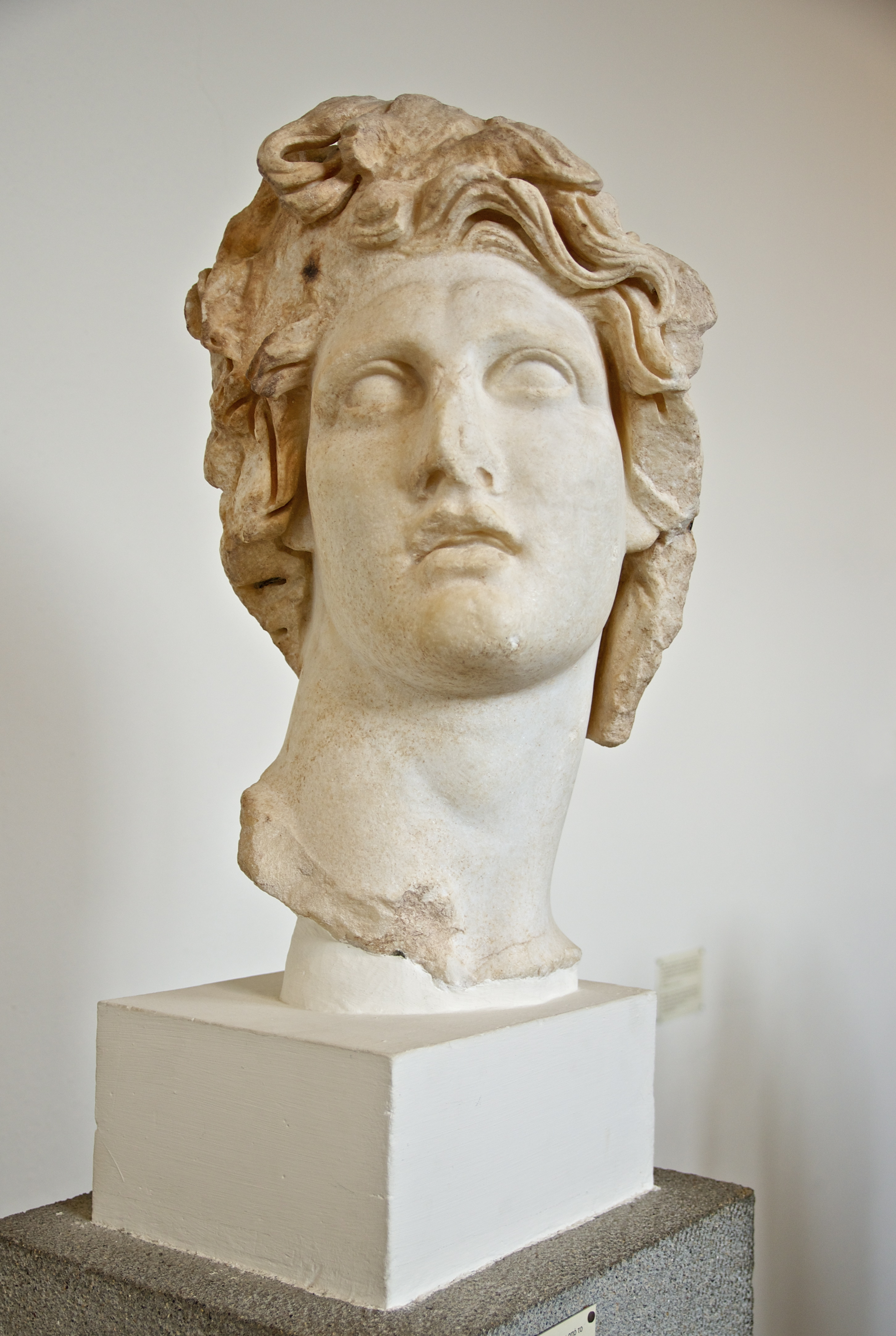
Бюст греческого бога Гелиоса, изображённый на обложке альбома

Floral Shoppe был выпущен 9 декабря 2011 года в цифровом виде на музыкальной интернет-площадке Bandcamp независимым лейблом Beer on the Rug. Все названия треков написаны на японском языке, за исключением двух безымянных бонус-треков. Альбом получил большую популярность в интернете, в конечном итоге став наиболее популярным в интернет-жанре vaporwave. Beer on the Rug позже объявил о переиздании альбома в кассетном формате С44. Издание для кассет тиражом в 100 экземпляров включает в себя два бонус-трека, отсутствующих в цифровой версии, и QR-код для скачивания альбома. Vektroid позже запустила серию маек и толстовок с изображением обложки альбома.

## Приём
Альбом был встречен тепло критиками и обычными слушателями. Джонатан Дин из Tiny Mix Tapes писал положительно о Floral Shoppe, назвав альбом «одним из лучших альбомов жанра vaporwave, серией отдаленных, но душевных манипуляций звука, который тщательно создает свой собственный медитативный настрой». Стивен Перселл из Noise оценил его как один из лучших альбомов и написал: «Это крышесносящий альбом, приятно и важно, когда это делается хорошо, он нуждается в признании».
Дав альбому рейтинг 5.0, Адам Даунер из Sputnikmusic охарактеризовал альбом как «постоянно — и восхитительно — тревожный» и «красивую запись, которая одновременно обволакивающая и странная, ностальгическая и футуристическая, причудливая и совершенно простая».

## Список композиций
1. ブート — 3:24
2. リサフランク420 / 現代のコンピュー — 7:20
3. 花の専門店 — 3:55
4. ライブラリ — 2:43
5. 地理 — 4:46
6. Eccoと悪寒ダイビング — 6:42
7. 数学 — 6:54
8. 待機 — 1:10
9. て — 2:16
10. Untitled — 6:14
11. Untitled — 2:18

## Издания
| Регион         | Дата             | Лейбл                                                 | Формат               | Каталог |
| -------------- | ---------------- | ----------------------------------------------------- | -------------------- | ------- |
| США            | 9 декабря 2011   | Beer On The Rug                                       | Цифровая дистрибуция | BOTR009 |
| США            | 6 марта 2012     | Beer On The Rug                                       | CS                   | BOTR009 |
| Великобритания | 2016             | нет                                                   | LP                   | нет     |
| США            | 2016             | нет                                                   | CS                   | VCC-1   |
| ?              | 2016             | Goober Records                                        | CS                   | GBR-002 |
| Австралия      | 31 мая 2017      | Macintosh Plus                                        | CS                   | нет     |
| США            | 4 октября 2017   | Olde English Spelling Bee                             | LP                   | OESB-92 |
| США            | 4 октября 2017   | Olde English Spelling Bee                             | Цифровая дистрибуция | OESB-92 |
| США            | 4 октября 2017   | Olde English Spelling Bee, PrismCorp, Beer On The Rug | LP                   | OESB-92 |
| Бразилия       | 1 декабря 2017   | нет                                                   | CS                   | VPR01   |
| США            | 28 июня 2018     | 5SEVEN Records                                        | Stereo 8             | 5SVN043 |
| США            | 26 сентября 2018 | Olde English Spelling Bee, PrismCorp, Beer On The Rug | LP                   | OESB-92 |